# Зибелмий
Зибелмий или Зиселмий (др.-греч. Ζιβέλμιος; II век до н. э.) — царь фракийского племени кенов.

## Биография
Отцом Зибелмия был Диэгил, известный своей жестокостью. После поражения в войне с пергамским царём Атталом II Диэгил был убит собственными же поданными.
Зибелмий, заступивший на место отца, отличался ещё более суровым нравом. По свидетельству Диодора Сицилийского, по приказу нового правителя одни неугодные ему поданные распинались на кресте, другие — сжигались заживо или разрубались на куски. Разрезанные на глазах родителей тела детей отправлялись их близким, и тем самым «возрождались легендарные пиры Терея и Фиеста». По этому поводу Валерий Максим отметил, что, хотя фракийцы и были известны своим «естественным варварством», но зверства Зибелмия заслуживают того, чтобы о них говорили. По замечанию М. Хенгеля, имена Диэгила и его «ещё более худшего сына» приводились греческими и римскими историками в качестве примеров изуверов среди варварских вождей эллинистического времени. Ряд же болгарских исследователей отмечают, что древние авторы могли не понять особенностей религиозного культа, отправляемого фракийскими правителями—жрецами.
В конце—концов фракийцы выступили против Зибелмия. Он был схвачен, после чего умер в результате мучительных пыток.
Преемником Зибелмия, видимо, стал Мостис.
По предположению Ю. Цветковой, разграбленная и разрушенная вскоре после окончания войны между Македонией и Римом Лисимахия, о чём упомянул Полибий, была подвергнута нападению именно со стороны «кенов Диэгила и Зибелмия». Также болгарская исследовательница отметила, что военный поход Аттала III мог быть направлен против фракийцев Зибелмия, и оба правителя умерли примерно в одно время.